# HHS Glasgow
His Highness' Ship Glasgow (em inglês:  Navio de Sua Alteza Glasgow) foi um iate real que pertencia ao Sultão de Zanzibar. Foi construído no estilo da fragata britânica HMS Glasgow, que havia visitado o Sultão em 1873. O Glasgow custou ao Sultão £32.735 e continha diversos aspectos de luxo, mas falhou em impressionar o Sultão e ficou ancorado no porto da Cidade de Pedra por grande parte de sua carreira. A embarcação foi retirada da semi-aposentadoria em agosto de 1896 quando participou da Guerra Anglo-Zanzibari e foi afundada pelos navios britânicos.